# Tankred Dorst
Tankred Dorst (Sonneberg, Turingia; 19 de diciembre de 1925-Berlín, 1 de junio de 2017), fue un dramaturgo y escritor alemán. Comenzó su carrera dramática escribiendo piezas críticas para el teatro de marionetas Kleines Spìel, de Múnich. Ha escrito teatro de títeres, teatro convencional, guiones, libretos de ópera y textos en prosa; y ha trabajado igualmente como director de teatro, cine y televisión. 
En 2006 saltó al mundo de la dirección de escena operística, terreno qué, como él mismo confesó, nunca le había interesado. Amigo personal de Wolfgang Wagner, bisnieto del compositor y entonces director del Festival de Bayreuth (dedicado en exclusiva al compositor alemán), le ofreció la dirección escénica de la nueva producción de El anillo del nibelungo, ante la dimisión repentina, en 2004, del cineasta danés Lars von Trier. Dicho montaje estuvo en cartel hasta 2010 y fue especialmente celebrado por la excelente dirección musical de Christian Thielemann. Su primera jornada (segunda ópera), La valquiria, cuenta con grabación en DVD realizada en 2010 por Opus Arte.